# Spanjaertsmolen (Venlo)
De Spanjaertsmolen (ook wel: Spanjaardsmolen, Doverensmolen of Doyerensemolen) is een verdwenen watermolen in de Nederlandse stad Venlo. De molen stond buiten de stadsmuren en werd aangedreven door de Hoogmolenbeek.
In 1467 was de molen in eigendom van de kinderen van Merten van Ruremunde. Op de 17e-eeuwse kaart van Johannes Bleau staat de molen ingetekend met de naam Doverensmolen. Uiteindelijk kreeg hij de naam Spanjaardsmolen.
In 1750 brak er brand uit in de molen.
Eigenaren Karel Joseph Verzijl en Michiel Michels verkochten in 1829 de molen aan het Rijk. In datzelfde jaar is de molen afgebroken.